# Comté de Harmon
Le comté de Harmon est un comté situé dans l'ouest de l'État de l'Oklahoma aux États-Unis. Le siège du comté est Hollis. Selon le recensement de 2000, sa population est de 3 283 habitants.

## Comtés adjacents
- Comté de Beckham (nord)
- Comté de Greer (nord-est)
- Comté de Jackson (sud-est)
- Comté de Hardeman, Texas (sud)
- Comté de Childress, Texas (ouest)
- Comté de Collingsworth, Texas (nord-ouest)

## Principales villes
- Gould
- Hollis